# Volta a Portugal de 1974
A 37ª edição da Volta a Portugal em Bicicleta ("Volta 74") decorreu entre os dias 3 e 18 de Agosto de 1974. Incluiu 16 etapas, das quais 8 foram duplas, i.e., com dois troços por dia.

## Equipas
Participaram 67 ciclistas de 9 equipas:
- Ambar1
- Benfica-Banco Magalhães
- Coelima1
- FC Porto1
- Louletano
- Sangalhos1
- Salgueiros1
- Sporting-GazCidla
- Gin. Tavira-Sapec

1 Desistiram na antepenúltima etapa em protesto contra o processamento do controlo anti-doping durante a prova.

## Etapas
| nº        | Data         | Etapa                                                    | km    | Vencedor da etapa                         | Camisola Amarela                          |
| --------- | ------------ | -------------------------------------------------------- | ----- | ----------------------------------------- | ----------------------------------------- |
| 1ª etapa  | 3 de Agosto  | Estádio das Antas (C/R por equipas)                      | 9     | Fernando Mendes (Benfica-Banco Magalhães) | Fernando Mendes (Benfica-Banco Magalhães) |
| 2ª etapa  | 4 de Agosto  | Maia - Guimarães                                         | 118   | Joaquim Leite (Benfica-Banco Magalhães)   | Joaquim Leite (Benfica-Banco Magalhães)   |
| 3ª etapa  | 4 de Agosto  | Circuito de Vila do Conde                                | 60    | António Guedes (Ambar)                    | Joaquim Leite (Benfica-Banco Magalhães)   |
| 4ª etapa  | 5 de Agosto  | Porto - Lousada                                          | 69    | Custódio Gomes Pinho (FC Porto)           | Joaquim Leite (Benfica-Banco Magalhães)   |
| 5ª etapa  | 5 de Agosto  | Lousada - Vidago                                         | 122   | Albino Costa (FC Porto)                   | António Martins (Benfica-Banco Magalhães) |
| 6ª etapa  | 6 de Agosto  | Vidago - Pedras Salgadas (C/R individual)                | 10    | Joaquim Sousa Santos (Sangalhos)          | António Martins (Benfica-Banco Magalhães) |
| 7ª etapa  | 7 de Agosto  | Pedras Salgadas - Porto                                  | 141   | Manuel da Silva (FC Porto)                | Manuel F. Oliveira (Ambar)                |
| 8ª etapa  | 7 de Agosto  | Estádio das Antas (Perseguição individual)               | 2,250 | Joaquim Andrade (FC Porto)                | Manuel F. Oliveira (Ambar)                |
| 9ª etapa  | 8 de Agosto  | Mozelos - Coimbra                                        | 136   | Joaquim Sousa Santos (Sangalhos)          | Manuel F. Oliveira (Ambar)                |
| 10ª etapa | 9 de Agosto  | Coimbra - Lourinhã                                       | 184   | Agustín Tamames (Coelima)                 | Manuel F. Oliveira (Ambar)                |
| 11ª etapa | 10 de Agosto | Lourinhã - Lisboa                                        | 71    | Agustín Tamames (Coelima)                 | Manuel F. Oliveira (Ambar)                |
| 12ª etapa | 10 de Agosto | Estádio de Alvalade (Perseguição individual)             | 2,250 | José Amaro (Sporting-GazCidla)            | Manuel F. Oliveira (Ambar)                |
| 13ª etapa | 11 de Agosto | Alcácer do Sal - Vilamoura                               | 208   | Américo Silva (Benfica-Banco Magalhães)   | César Aires (Gin. Tavira-Sapec)           |
| 14ª etapa | 12 de Agosto | Vilamoura - Tavira                                       | 79    | Agustín Tamames (Coelima)                 | César Aires (Gin. Tavira-Sapec)           |
| 15ª etapa | 12 de Agosto | Pista de Tavira (Perseguição individual)                 | 2     | Luís Dores (Gin. Tavira-Sapec)            | César Aires (Gin. Tavira-Sapec)           |
| 16ª etapa | 13 de Agosto | Évora - Castelo de Vide                                  | 124   | Firmino Bernardino (Sporting-GazCidla)    | César Aires (Gin. Tavira-Sapec)           |
| 17ª etapa | 14 de Agosto | Castelo de Vide - Guarda                                 | 201   | Fernando Mendes (Benfica-Banco Magalhães) | César Aires (Gin. Tavira-Sapec)           |
| 18ª etapa | 15 de Agosto | Guarda - Manteigas                                       | 42    | Manuel da Silva (FC Porto)                | César Aires (Gin. Tavira-Sapec)           |
| 19ª etapa | 15 de Agosto | Manteigas - Torre                                        | 96    | Dinis Silva (Benfica-Banco Magalhães)     | César Aires (Gin. Tavira-Sapec)           |
| 20ª etapa | 16 de Agosto | Seia - Mealhada                                          | 96    | António Castro (Ambar)                    | César Aires (Gin. Tavira-Sapec)           |
| 21ª etapa | 16 de Agosto | Pista de Sangalhos (Perseguição individual)              | 2     | Manuel Gomes (Sporting-GazCidla)          | César Aires (Gin. Tavira-Sapec)           |
| 22ª etapa | 17 de Agosto | Mealhada - Cadaval                                       | 172   | António Martins (Benfica-Banco Magalhães) | António Martins (Benfica-Banco Magalhães) |
| 23ª etapa | 18 de Agosto | Cadaval - Autodril                                       | 105   | Manuel Gomes (Sporting-GazCidla)          | António Martins (Benfica-Banco Magalhães) |
| 24ª etapa | 18 de Agosto | Autodril - Lisboa (Estádio de Alvalade) (C/R individual) | 34    | Fernando Mendes (Benfica-Banco Magalhães) | Fernando Mendes (Benfica-Banco Magalhães) |

## Classificação Final
| Lugar | Nome                | Nacionalidade | Equipa                  | Tempo       |
| ----- | ------------------- | ------------- | ----------------------- | ----------- |
| 01.   | Fernando Mendes     | Portugal      | Benfica-Banco Magalhães | 54h 39' 13" |
| 02.   | Dinis Silva         | Portugal      | Benfica-Banco Magalhães | + 17"       |
| 03.   | António Martins     | Portugal      | Benfica-Banco Magalhães | + 40"       |
| 04.   | Firmino Bernardino  | Portugal      | Sporting-GazCidla       | + 1' 33"    |
| 05.   | César Aires         | Portugal      | Gin. Tavira-Sapec       | + 2' 10"    |
| 06.   | Joaquim Leite       | Portugal      | Benfica-Banco Magalhães | + 7' 23"    |
| 07.   | Carlos Vitorino     | Portugal      | Gin. Tavira-Sapec       | + 7' 38"    |
| 08.   | Américo Silva       | Portugal      | Benfica-Banco Magalhães | + 8' 39"    |
| 09.   | Venceslau Fernandes | Portugal      | Benfica-Banco Magalhães | + 14' 27"   |
| 10.   | Luís Dores          | Portugal      | Gin. Tavira-Sapec       | + 15' 39"   |

## Outras classificações
Pontos: Fernando Mendes (Benfica-Banco Magalhães)
Montanha: Joaquim Leite (SL Benfica-Banco Fernandes Magalhães)
Metas Volantes: Fernando Mendes (SL Benfica-Banco Magalhães)
Equipas: Benfica-Banco Magalhães